# Porgy's Bouquet
Porgy's Bouquet è un cortometraggio muto del 1913 diretto da C. Jay Williams.

## Produzione
Il film fu prodotto dalla Edison Company.

## Distribuzione
Distribuito dalla General Film Company, il film - un cortometraggio di 195 metri - uscì nelle sale cinematografiche statunitensi il 3 novembre 1913. Nelle proiezioni, veniva programmato con il sistema dello split reel, accorpato in un'unica bobina con un altro cortometraggio prodotto dalla Edison, il documentario Wild Wales.